# Benoitolus flavicollis
Benoitolus flavicollis är en mångfotingart som beskrevs av Jean-Paul Mauriès 1980. Benoitolus flavicollis ingår i släktet Benoitolus och familjen Pseudospirobolellidae. Inga underarter finns listade i Catalogue of Life.